# 吉澳洲特別地區
吉澳洲特別地區（劃定於1979年8月22日）是一個位於香港新界東北部船灣郊野公園（擴建部份）吉澳的特別地區，佔地24公頃。